# Jean-Marie Dufour
 (août 2025).
Si vous disposez d'ouvrages ou d'articles de référence ou si vous connaissez des sites web de qualité traitant du thème abordé ici, merci de compléter l'article en donnant les références utiles à sa vérifiabilité et en les liant à la section « Notes et références ».
Jean-Marie Dufour, né à Montréal en 1949, est un mathématicien, statisticien et économiste québécois.

## Biographie
Il obtient un doctorat en économie de l'Université de Chicago. Il est professeur titulaire au Département des sciences économiques de la Faculté des arts et des sciences de McGill University. Depuis 2001, il est titulaire de la Chaire de recherche du Canada en économétrie. 
C'est un économiste spécialisé en économétrie. Ses recherches ont permis des avancées notables dans le domaine de la méthode économétrique. Il a aussi réalisé des études appliquées sur un large éventail de sujets économiques, dont la relation entre l’impôt et l’investissement, le financement des exportations, l’analyse des politiques dans les pays en développement, les modèles dynamiques pour la prévision et l’analyse des politiques en macroéconomie, et l’évaluation des actifs financiers.

## Prix et distinctions
- 1988 - Prix Marcel-Dagenais
- 1997 - Membre de la Société royale du Canada
- 1998 - Bourse Killam
- 2005 - Prix Marcel-Vincent de l'ACFAS
- 2006 -  Officier de l'Ordre national du Québec[1]
- 2006 - Prix Killam
- 2008 -  Officier de l'Ordre du Canada[2]
- Membre de l'International Statistical Institute[réf. nécessaire][3].